# San Luis del Valle
San Luis del Valle är en ort i Mexiko.   Den ligger i kommunen Chignahuapan och delstaten Puebla, i den sydöstra delen av landet, 110 km öster om huvudstaden Mexico City. San Luis del Valle ligger 2 501 meter över havet och antalet invånare är 414.
Terrängen runt San Luis del Valle är huvudsakligen kuperad, men åt nordväst är den platt. San Luis del Valle ligger nere i en dal. Runt San Luis del Valle är det ganska tätbefolkat, med 52 invånare per kvadratkilometer. Närmaste större samhälle är Chignahuapan, 17,1 km öster om San Luis del Valle. Omgivningarna runt San Luis del Valle är i huvudsak ett öppet busklandskap.